# Elektrownia geotermalna Nesjavellir

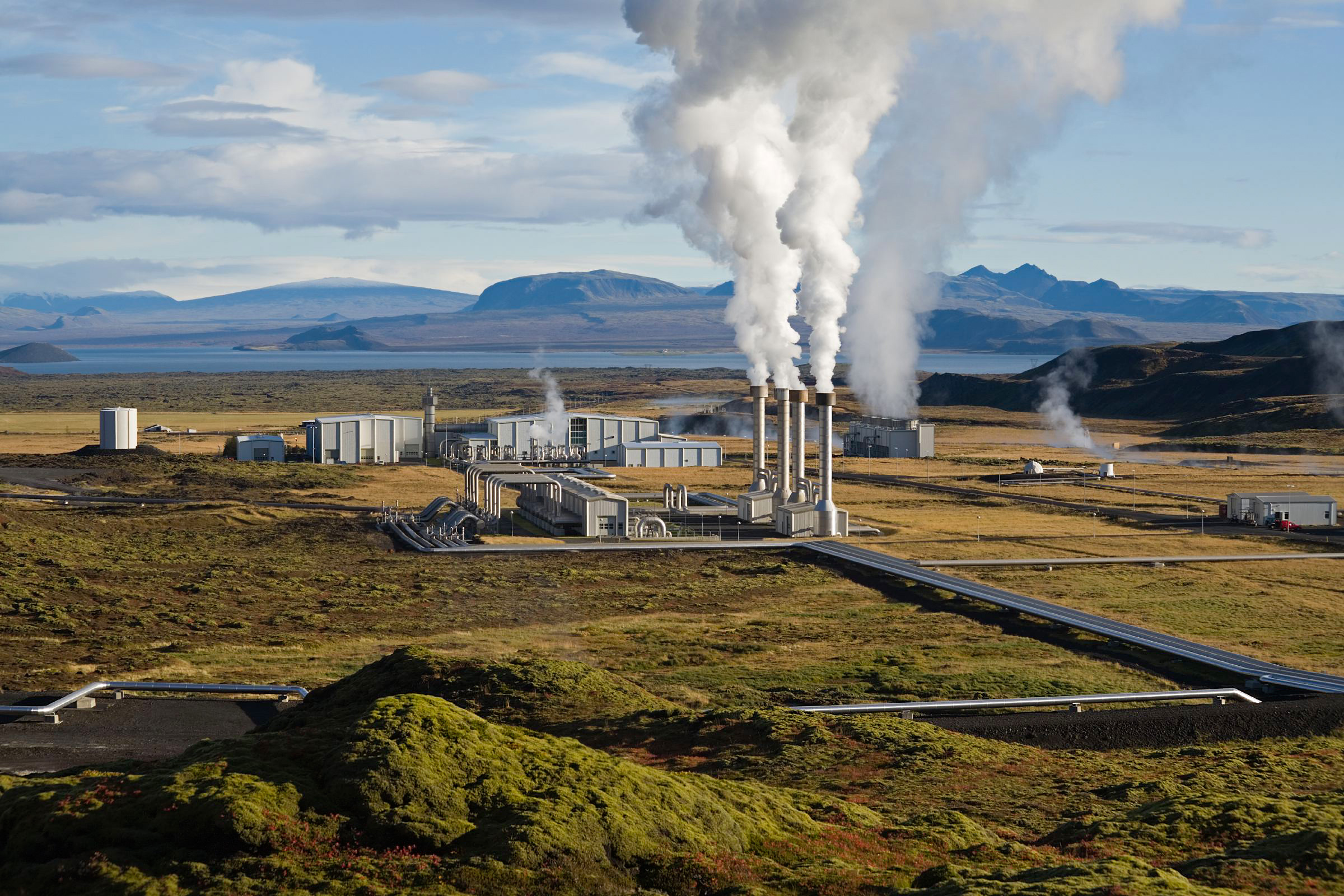

Elektrownia geotermalna Nesjavellir – druga co do wielkości elektrownia geotermalna w Islandii.
Zlokalizowana w południowo-zachodniej części kraju, w okolicy wulkanu Hengill, który jest również źródłem energii dla położonej 11 km na południowy zachód elektrowni geotermalnej Hellisheiði.

## Dane techniczne
Elektrownia Nesjavellir dostarcza 120 MW energii elektrycznej i 300 MW energii cieplnej w postaci gorącej wody (1800 litrów na sekundę), zaspokajającej potrzeby Reykjavíku i okolicznych miejscowości.

## Historia
Pierwsze odwierty rozpoczęto jeszcze w latach 40. XX wieku, jednak na niewielką skalę. Szybko zauważono jednak duży potencjał geotermalny regionu i w 1965 roku rozpoczęto prace badawcze. W 1972 roku zakończono drążenie odwiertów badawczych, które następnie przeprojektowano na odwierty nadające się do eksploatacji. Rezultaty okazały się bardzo dobre, każdy odwiert mógł dostarczyć potencjalnie około 30 MW energii cieplnej, wystarczającej do zaspokojenia potrzeb grzewczych 7500 osób.
Wywiercono w sumie 26 otworów o głębokości 1000-2000 metrów, z których pięć zostało w późniejszych latach wyłączonych z eksploatacji. Temperatury zmierzone w otworach sięgały 380° C.
Budowę elektrowni rozpoczęto w 1987 roku. 26 września 1990 roku zakończono pierwszą fazę projektu i oddano obiekt do użytku. Początkowo Nesjavellir dostarczała około 560 litrów gorącej wody na sekundę, w wyniku kilku kolejnych etapów rozbudowy i dodania w 1998 roku zespołu turbin parowych, elektrownia osiągnęła obecną wydajność.